# São João Nepomuceno
São João Nepomuceno este un oraș în Minas Gerais (MG), Brazilia.